# Pietro Boattieri

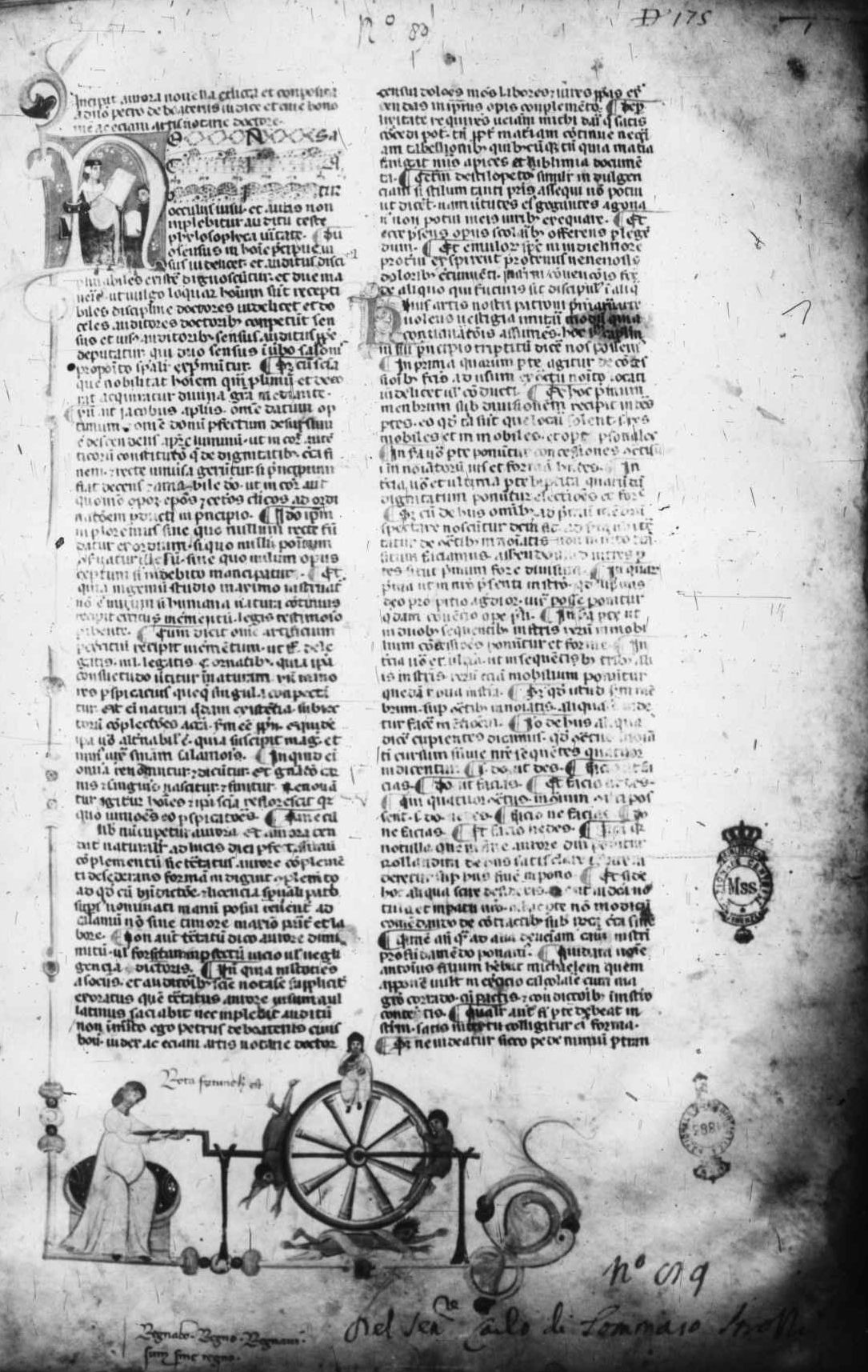
Lectura ad Artem notariam Rolandini, manoscritto, XIV secolo

Pietro Boattieri (Bologna, 1260 circa – prima metà del XIV secolo) è stato un giurista italiano.

## Biografia
Figlio di Paolo di Gerardo e da Giulietta di Biagio Magarotti, nacque a Bologna intorno al 1260. Grazie agli studi condotti da Sarti, Gaudenzi, Zanelli e Zaccagnini, numerose sono le notizie circa il suo operato, le cariche pubbliche ricoperte e l'insegnamento di discipline come la retorica e il notariato. Poche invece sono le tracce della sua vita personale: fino al 1290 risulta sposato con Richelda del fu Andreolo.
Nel 1285 risulta iscritto nella matricola dei notai del Comune di Bologna per poi iniziare la sua carriera professionale l'anno seguente. Nel 1293 risulta ricoprire la carica di ufficiale al disco dei banditi con la qualifica di giudice per poi alternare la carica di giudice nella terra bolognese di Casio (1300) con l'insegnamento e l'esercizio della professione. Il suo magistero risulta essere attivo dall'ultimo decennio del 1200 fino agli anni trenta del 1300. Da un contratto di locazione d'opera (4 settembre 1294) firmato da Boattieri e Cabrino Seregnani da Cremona, in cui quest'ultimo si impegna a utilizzare nelle scuole di Boattieri le Istituzioni, nel testo e nella glossa di Accursio. Pertanto da questo documento emerge la consueta pratica del nostro nell'utilizzo dei repetitores in iure. 
Del 1321 è invece la supplica degli studenti di notariato bolognesi e forestieri alle magistrature cittadine per denunciare la sottrazione, da parte dei repetitores  che si erano trasferiti a Siena, delle peciae delle opere di Boattieri chiedendo quindi di essere riprodotti nuovi esemplari.
Il Super modum aringandi tam licteraliter quam vulgariter (codice Magliabechiano II IV 312) Zaccagnini nella sua opera Le epistole attribuisce la paternità, dalla carta 48 e alla 104v, a Boattieri. Si tratta di una raccolta, la Rosa novella super arte dictaminis, di circa duecento lettere latine e volgari volte alla formazione del notaio cancelliere interrotte ad intervalli da brani di ars dictandi.  
Le ultime informazioni sulla sua vita si fermano all'anno della delibera consiliare pistoiese (25 agosto 1334) in cui si propone al Boattieri l'insegnamento di retorica e notariato a Pistoia. 
La scuola bolognese concepiva un forte legame tra retorica e notariato, in cui la preparazione per questa figura tendeva ad estendersi all'ambito politico-cancelleresco. Come dimostrano le notizie giunte fino a noi, tale concezione è molto accentuata nell'insegnamento di Boattieri il quale proponeva dei corsi propedeutici, tenuti da repetitor leggista, i quali si basavano sulla lettura delle Istituzioni nel testo e nella glossa di Accursio così da offrire le nozioni base di diritto, congiunti a un corso di arte dello scrivere, in latino e in volgare, e sulla lettura di una raccolta di epistole (come la Rosa novella super arte dictaminis). Questo permetteva agli studenti di maturare una visione più ampia del lavoro del notaio e della pratica di cancelleria. Per il solo corso di notariato, invece, l'insegnamento prevedeva la lettura del testo di Rolandino e di un expositio redatto direttamente da Boattieri.
Per quanto riguarda le cariche pubbliche, risulta che Boattieri facesse parte del Consiglio del popolo per la Società delle spade (1303), del Consiglio per la Società dei leoni (1304), nello stesso anno dei sapienti, cui fu commissionata la compilazione dello statuto della Società dei notai che entrò in vigore nel 1305. Da questa società risulta che l'11 novembre del 1311 prese in affitto i locali in Piazza Maggiore dove aveva tenuto scuola Martino Silimani.

## Opere

### Manoscritti
- Lectura super instrumento Quaedam pacta, XIV secolo, Città del Vaticano, Biblioteca Apostolica Vaticana, Fondo Urbinati latini, Urb. lat. 175,  ff. 53-56.
- Tractatus de concessionibus, XIII secolo, Firenze, Biblioteca Riccardiana, Fondo Riccardiano, Ricc. 768 (antea L.I.9),  ff. 33-42.
- Lectura ad Artem notariam Rolandini, XIV secolo, Firenze, Biblioteca Nazionale Centrale, Fondo Nazionale, ms.II.I.354.
- Lectura ad partem secundam Artis notariae Rolandini, XV secolo, Firenze, Biblioteca Nazionale Centrale, Fondo Nazionale, ms.II.II.160.
- Lectura ad artem notariam Rolandini, XV secolo, Firenze, Biblioteca Nazionale Centrale, Fondo Nazionale, ms.II.IV.312.